# Lhuntse
Lhuentse, también conocido como Lhuntse o Lhuntshi, es un pueblo y la capital del homónimo distrito de Lhuntse, al noreste de Bután. Se encuentra a 70 km de Mongar, a 145 km de Trashigang y a 452 km de la capital nacional, Timbu. El aeropuerto más cercano es el Aeropuerto de Yongphulla, a 130 km de distancia. En 2017 contaba con una población de 1500 habitantes.

## Geografía

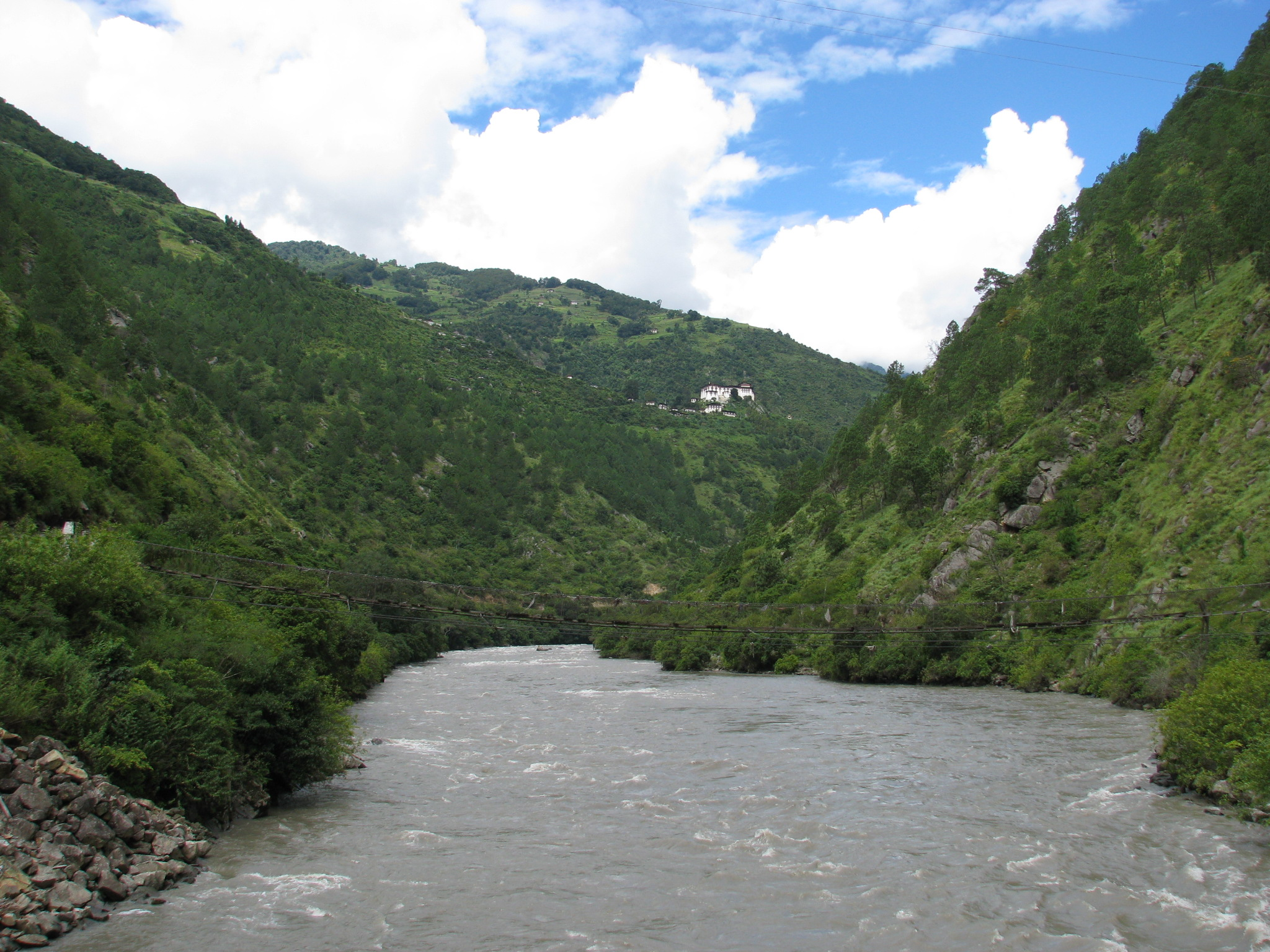
El Kuri Chhu a su paso por el dzong

Con una altitud media de 2323 m sobre el nivel del mar, el clima típico consiste en calor durante el verano y frío en invierno. Cerca de la ciudad pasa el río Kuri Chhu.

## Cultura

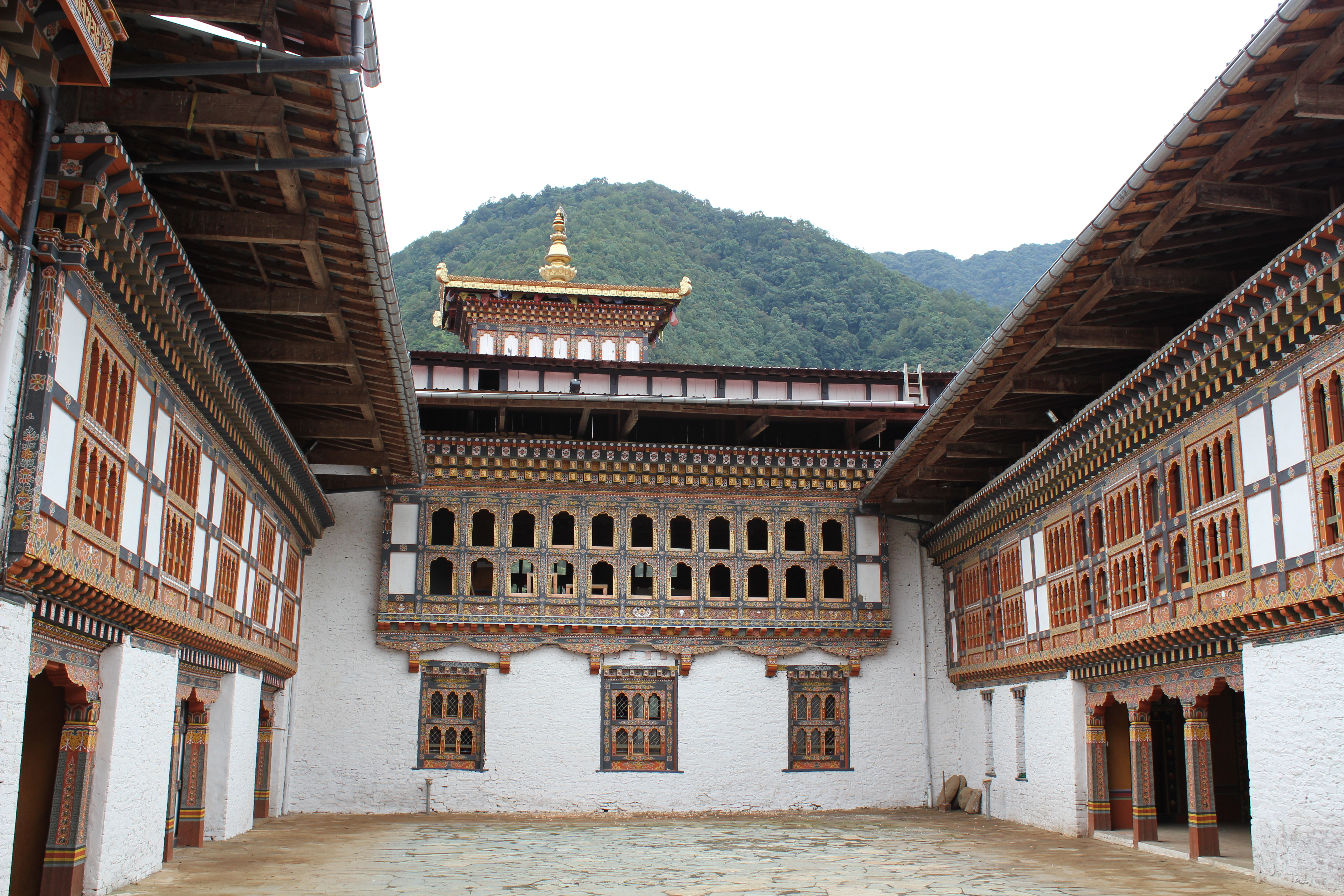
El dzong de Lhuntse

La principal atracción de Lhuntse es su dzong. Ubicado sobre una colina, fue fundado en 1654. Destaca el hecho de que se trata del hogar ancestral de la familia real de Bután.